# María de Córdoba (santa)
María de Córdoba fue una mujer mozárabe del siglo IX, considerada santa por la Iglesia católica, que fue martirizada en tiempo de Abderramán II.
María de Córdoba y Flora de Córdoba fueron compañeras de martirio.
Los martirologios de Adón, Usuardo, Maurolico, el del obispo Equilino y el Romano recogen la historia de estas dos vírgenes mártires de Córdoba. Tal vez ello haya tenido que ver en la repercusión que debió tener el doble martirio en España en el siglo IX y explique la rápida difusión de su culto.

## Contexto histórico
En la década 850-860 tuvieron lugar en Córdoba persecuciones religiosas contra los cristianos que se saldaron con la muerte de unos cincuenta mártires mozárabes. 
En Al-Ándalus, hasta el siglo XI, la Iglesia mantuvo su organización, si bien en situación muy precaria. Los mozárabes, cristianos hispanos, mantenían su organización, cultura y religión, con cierta cobertura legal, pagaban sus impuestos y respetaban la autoridad del emir. Sin embargo, tenían ciertas restricciones con respecto a los musulmanes con el fin de incitarlos a que se convirtieran al Islam.

## Hagiografía
La fuente más fiable sobre las vidas y martirios de María y Flora es San Eulogio, que las conoció personalmente y fue testigo de su martirio.
Era hija de padre cristiano natural de Niebla y madre musulmana, natural de Córdoba. Tras vivir en Córdoba, donde había un ambiente opresivo hacia los cristianos, marcharon a Froniano en la montaña cordobesa. La madre murió atacada por unos lobos. El padre, no pudiéndose hacer cargo de sus dos hijos Walabonso y María, los entregó a los cenobios de San Félix y de Cuteclara respectivamente.
Pasado un tiempo Pedro, sacerdote, el propio Walabonso y otros compañeros fueron martirizados por su fe cristiana, siendo decapitados. María estuvo al tiempo orgullosa y afligida por el martirio de su hermano. Se dice que entonces Walabonso se apareció a una religiosa compañera para que le dijese a su hermana que no le llorara más, que pronto estaría con él en el cielo. Desde ese sueño, María sintió la vocación del martirio y deseaba por morir por Cristo. Un día, María abandonó el monasterio para entregarse a las autoridades y exponerse al martirio. Antes paró un momento en la iglesia de San Acisclo para orar y prepararse. Y allí, se encontró con Flora, se dieron el ósculo de paz, pues ya se conocían. Flora había vivido un tiempo en el monasterio de María. Luego se contaron la una a la otra su propósito de sufrir el martirio y, tras ello, se presentaron juntas ante los cadíes de la ciudad. María fue condenada por blasfemia tras condenar a Mahoma ante el tribunal, y Flora por apostasía, en 851.
Las cabezas de María y Flora se depositaron en la iglesia de san Acisclo.
María es venerada en la ermita de Niebla.